# UNetbootin
UNetbootin (Universal Netboot Installer) is een programma dat in staat is om een Linuxdistributie te installeren op een USB-stick, waardoor deze een live-USB wordt. UNetbootin wordt vaak gebruikt bij computers die niet over een optische schijfeenheid beschikken. Het programma is uitgebracht als vrije software en is beschikbaar voor Windows, macOS en Linux onder de voorwaarden van de GPL.

## Werking
UNetbootin biedt de mogelijkheid om te kiezen tussen besturingssystemen uit de lijst, waarna het besturingssysteem gedownload naar de computer en vervolgens wordt geïnstalleerd op de USB-stick. Ook is het mogelijk een vooraf gedownload ISO-bestand te gebruiken waarna dit gekopieerd wordt naar de USB-stick. UNetbootin kopieert echter niet alleen: het voegt ook GRUB toe, waardoor de USB-stick een opstartbaar opslagmedium wordt.
Als de live-USB-stick eenmaal is gemaakt, wordt deze in een USB-poort van de computer gestoken waarna deze opnieuw opgestart moet worden. De bootfirmware van de computer moet wel compatibel zijn met opstarten vanaf USB-sticks. Bij recente computers staat de opstartondersteuning voor USB-poorten standaard aan. Vervolgens wordt het besturingssysteem geladen vanaf de USB-stick.
Er zijn ook speciale Linuxdistributies gemaakt voor een USB-stick, zoals bijvoorbeeld Damn Small Linux (die overigens ook op een optische schijf werken). Ondersteunde distributies zijn onder meer Ubuntu, Fedora, OpenSUSE, CentOS, Debian en Linux Mint.

## Functies
- Live USB maken met ruimte om veranderingen op te slaan (persistent of persistentie, enkel voor Ubuntu-gebaseerde Linuxdistributies).
- Linuxdistributies downloaden vanuit het programma
- Een eigen kernel en -opties gebruiken (enkel aanwezig in oudere versies).